# Gendekatte Forest, Hassan
Gendekatte Forest là một làng thuộc tehsil Hassan, huyện Hassan, bang Karnataka, Ấn Độ.